# ヴレーミャ
ヴレーミャ（ロシア語: Время ヴリェーミャ、英語: Vremya）は、ソビエト連邦・ロシア連邦のニュース番組である。ソビエト連邦中央テレビ（1968年 - 1991年）・チャンネル1（1994年 - ）で放映されている。
オープニングには、ゲオルギー・スヴィリードフの「時よ、前進!」が使われている。
вре́мя はロシア語で「時」を意味する。

## 2022年ウクライナ侵攻への抗議
2022年3月14日の放送の際、チャンネル1のプロデューサーマリーナ・オフシャンニコワが戦争反対を呼び掛けるポスターを持ってスタジオに入り、放送が中断される事態となった。